# 4714 Toyohiro
4714 Toyohiro (1989 SH) là một tiểu hành tinh vành đai chính được phát hiện ngày 29 tháng 9 năm 1989 bởi Tetsuya Fujii và Kazuro Watanabe ở Kitami.